# Paint the Sky with Stars: The Best of Enya
Paint the Sky with Stars es un álbum recopilatorio de la artista irlandesa Enya, el cual incluye una selección de sus temas más conocidos junto a otros dos nuevos: "Only If..." y "Paint the Sky with Stars". Se publicó el 11 de noviembre de 1997 con el sello  Warner Music.

## Lista de canciones
1. "Orinoco Flow" – 4:26
2. "Caribbean Blue" – 3:58
3. "Book of Days" (Letra en inglés) – 2:56
4. "Anywhere Is" (Editado) – 3:46
5. "Only If..." – 3:19
6. "The Celts" – 2:57
7. "China Roses" – 4:40
8. "Shepherd Moons" – 3:40
9. "Ebudæ" – 1:52
10. "Storms in Africa" – 4:11
11. "Watermark" – 2:26
12. "Paint the Sky with Stars" – 4:15
13. "Marble Halls" – 3:55
14. "On My Way Home" (Editado) – 3:38
15. "The Memory of Trees" – 4:19
16. "Boadicea" – 3:28

## Producción
- Producido por Nicky Ryan
- Arreglado por Enya y Nicky Ryan
- Letras por Roma Ryan
- Marble Halls (Tradicional) arreglada por Enya y Nicky Ryan
- Todas las pistas publicadas por EMI Songs Ltd
- Fotografía principal: David Scheinmann
- Caligrafía y diseño: Brody Neuenschwander
- Masterizado: Arun